# Josip Tschauller
Josip Tschauller, ljubljanski župan v 17. stoletju.
Tschauller je bil župan Ljubljane v letih 1600 in 1604. 